# The Darkside Vol. 1
The Darkside Vol. 1 — десятый сольный студийный альбом рэпера Fat Joe. Пластинка поступила в продажу 27 июля 2010 года.

## Об альбоме
Диск был анонсирован в январе 2010 года самим Fat Joe, который сказал о том, что "он работает над новым альбомом, The Darkside: Volume 1". MTV News сообщили о том, что музыкант планирует выпустить песни "более жёсткие" чем на его предыдущем альбоме. 28 марта 2010 года Fat Joe подписао контракт с лейблом E1 Music и анонсировал выход своего альбома в июле. Fat Joe сказал, что альбом The Darkside Vol. 1 показывает всему миру, что он является легендой." Fat Joe заметил, что возвращается к своим грубым уличным корням и полагает, что этот альбом станет классикой.

## Синглы
Первым синглом с  The Darkside стала песня "(Ha Ha) Slow Down", в которой участвует рэпер Young Jeezy. Песня добралась до 54 позиции в чарте журнала Billboard Hot R&B/Hip-Hop Songs и 23-й в чарте Rap Songs.
Вторым синглом с альбома стала композиция "If It Ain't About Money", записанная при участии Trey Songz. Она дебютировала на 78 месте в  Hot R&B/Hip-Hop Songs и поднялась до 57.
Третьим синглом станет "How Did We Get Here" - дуэт с певцом R. Kelly.

## Продажи
The Darkside Vol. 1 дебютировал на 2 месте в Billboard 200, разойдясь тиражом 166 050 копий за первую неделю.

## Список композиций
1. Intro (2:24)
2. Valley of Death (3:39)
3. I Am Crack (3:43)
4. Kilo, при участии Clipse & Cam'ron (4:01)
5. Rappers Are in Danger (3:16)
6. (Ha Ha) Slow Down, при участии Young Jeezy (3:25)
7. If It Ain't About Money, при участии Trey Songz (3:53)
8. Problems, при участии Rico Love (2:57)
9. How Did We Get Here, при участии R. Kelly (4:20)
10. Money Over Bitches, при участии Too Short & TA (3:59)
11. Heavenly Father, при участии Lil Wayne (4:05)
12. I'm Gone (6:21)
13. At Last Supremacy, при участии Баста Раймс (3:54)

## Чарты
| Чарт (2010)                 | Пиковая позиция |
| --------------------------- | --------------- |
| U.S. Billboard 200          | 2               |
| U.S. Top Independent Albums | 1               |
| U.S. Top R&B/Hip-Hop Albums | 1               |
| U.S. Top Rap Albums         | 1               |